# Iglesia baja

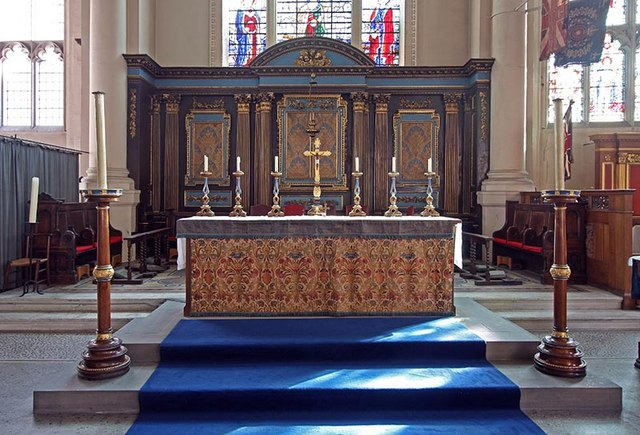
El altar de la en en Londres, una iglesia de la tradición de iglesia baja.

La Iglesia baja (en inglés: Low church) es un término que distingue dentro de la Iglesia de Inglaterra u otras Iglesias anglicanas, inicialmente en un sentido peyorativo. Durante la serie de desafíos doctrinales y eclesiásticos por los que pasó la Iglesia de Inglaterra en los siglos XVI y XVII, los tratadistas religiosos comenzaron a referirse a la tendencia anglocatólica en la Iglesia de Inglaterra como “Iglesia alta”. Por contraste, a principios del siglo XVIII, aquellos teólogos y políticos que buscaban una mayor reforma en la Iglesia de Inglaterra y una mayor liberalización de la estructura de la Iglesia eran llamados “Iglesia baja”.
En el cristianismo anglicano, el ala de "iglesia baja" de una de las iglesias anglicanas incluye a aquellos que dan relativamente poco énfasis al ritual, los sacramentos y, a veces, la autoridad del clero. El término se usa con mayor frecuencia en un contexto litúrgico: "Iglesia baja", en un contexto anglicano contemporáneo, denota un énfasis protestante, e "Iglesia alta" denota un énfasis en el ritual, a menudo como anglocatolicismo. 

#### Uso Histórico
El nombre se usó a principios del siglo XVIII como equivalente de latitudinario, esto es, alguien dispuesto a conceder mucha amplitud en cuestiones de disciplina y fe, en contradicción con el creyente de la Iglesia alta, que tenía un alto punto de vista sobre la autoridad exclusiva de la Iglesia oficial, del episcopado y del sistema sacramental. Estas posiciones coincidieron con las de los puritanos no conformistas e independientes en la Iglesia de Inglaterra. Posteriormente cayó en desuso, reviviéndose en el siglo XIX cuando el movimiento tractario puso de nuevo de moda el término “creyente de la Iglesia alta” en un sentido distinto, esto es, para aplicarlo a aquellos que exaltaban la idea de la Iglesia católica y el sistema sacramental.
La Iglesia Baja poco a poco comenzó a tolerar las opiniones puritanas dentro de la Iglesia de Inglaterra, aunque podrían no estar de acuerdo con las prácticas litúrgicas puritanas. El movimiento para traer a los separatistas, y en particular a los presbiterianos, de regreso a la Iglesia de Inglaterra terminó con la Ley de Tolerancia de 1689 en su mayor parte. Aunque el término Low church o baja Iglesia continuó usándose para aquellos clérigos que tenían una visión más liberal de los disidentes, el término finalmente cayó en desuso.
Ambos términos revivieron en el siglo XIX cuando el movimiento tractariano puso de moda el término "high churchman". Los términos se usaron nuevamente en un sentido modificado, ahora usado para referirse a aquellos que exaltaban las idea de la Iglesia como una entidad católica como el cuerpo de Cristo, y el sistema sacramental como el medio de gracia divinamente dado. Un cuerpo eclesiástico bajo se convirtió ahora en el equivalente de un anglicano evangélico, la designación del movimiento asociado con el nombre de Charles Simeon, que sostenía que la necesidad de conversión personal era de primordial importancia.

#### Uso Moderno
En el uso contemporáneo, las "iglesias bajas" ponen más énfasis en la naturaleza protestante del anglicanismo que las iglesias amplias o altas y generalmente son evangélicas en sus creencias y prácticas. Pueden tender a favorecer la liturgia tradicional, como el culto común sobre el libro de oración común, los servicios de oración matutina y vespertina sobre la eucaristía, y muchos utilizan el mínimo de liturgia formal permitido por la ley de la iglesia. La Diócesis de Sídney ha abandonado en gran medida el Libro de Oración y utiliza servicios evangélicos de forma libre.
Algunas iglesias bajas contemporáneas también incorporan elementos del cristianismo carismático.
Los anglicanos más tradicionales de la iglesia baja, bajo la influencia del pensamiento calvinista o reformado heredado de la era de la Reforma, rechazan la doctrina de que los sacramentos confieren gracia ex opere operato (por ejemplo, la regeneración bautismal) y hacen hincapié en la Biblia como la principal fuente de autoridad en asuntos de fe necesarios para la salvación. En general, están preparados para cooperar con otros protestantes en términos casi iguales.  Algunos anglicanos de la iglesia baja del partido reformado se consideran los únicos fieles adherentes del anglicanismo histórico y enfatizan los Treinta y Nueve Artículos de la Iglesia de Inglaterra como una declaración doctrinal oficial de la tradición anglicana.